# Rechowot (miejsce biblijne)
Rechowot (hebr. רְחֹבוֹת) – niezidentyfikowane miejsce biblijne na pustyni Negew, gdzie według Księgi Rodzaju (Rdz 26,22) Izaak wykopał studnię. Próby utożsamienia Rechowot z Ruheiba nie powiodły się, gdyż nie odnaleziono na tym stanowisku śladów obecności ludzi sprzed okresu rzymskiego.